# 管輅
管輅（209年—256年），字公明，三國時代平原人（今山東省），魏國人，於正始九年（約公元248年，39歲）舉為秀才，以卜筮成名。

## 早年
管輅生于209年，他在八九歲的時候，就很喜歡抬頭望天看星星，遇到不認識的星星就問人，最敬業的是他“夜不肯寐”。這又是一奇。他父母怕耽誤他的睡眠，於是就禁止他看星星。但是管輅還是不肯睡，他說：“我雖年小，然眼中喜視天文，家雞野鳥都知道天時，更何況人呢？”他常常在地上畫日月星辰，說出的話非常人所能言。就連學問很深的人都認為他是一個“大異之才”。
管輅十五歲時，琅琊郡太守單子春請管輅喝酒，並且辯論五行、鬼神之事，結果太守和士人都不能難倒管輅。大家都稱他為神童。
管輅長大成人以後，精通《周易》，天文地理，占卜面相，風水堪輿，無不精微。“體性寬大，多所含受；憎己不仇，愛己不褒，每欲以德報怨。”這種性格很完美，寬容，律己，都是很難得的品質。管輅談到自己的志向時說：“知我者稀，則我貴矣，安能斷江、漢之流，為激石之清？樂與季主論道，不欲與漁父同舟，此吾志也。”季主為西漢占卜師司馬季主，曾應宋忠、賈誼問卜時說明自己的志向。從這裡可以看出，管輅的志向是追求“道”。管輅常說：“忠孝信義，人之根本，不可不厚。”所以他特別孝順父母，篤愛兄弟，也愛護士友。當時喜歡品評人物的人最後都很佩服他。

## 事蹟

### 堪輿
管輅的堪輿非常有名，管輅曾經隨軍西行，經過毌丘儉父毌丘兴的墳墓，他“倚樹哀吟，精神不樂。”有人問他為什麼？管輅說：“林木雖茂，無形可久；碑誄雖美，無後可守。玄武藏頭，蒼龍無足，白虎銜屍，朱雀悲哭，四危以備，法當滅族。不過二載，其應至矣。”兩年後，毌丘儉起兵反对司马师事败，被夷滅三族（但部分子孙因逃到东吴得以幸免）。

### 相術
管輅相術神妙，通過觀察相貌形態，能預測人的生死。管輅有次在族兄管孝國家裡，與兩位客人相會。客人走後，管輅對管孝國說：“此二人，天庭及口耳之間，同有凶氣，異變俱起，雙魂無宅，流魂於海，骨歸於家，少許時當並死也。”十多天后，二人喝酒喝醉了，夜裡坐著牛車回家，牛受驚，牛車掉進漳河，二人都淹死了。
管輅最著名的相命，就是預言名士何晏不久即死。當時何晏是曹魏的吏部尚書，屬於大將軍曹爽一派的精英人物，與司馬懿為代表的河內士族政治集團明爭暗鬥。當時是正始九年十二月二十八日（249年1月28日），何晏宴請管輅，當時另一曹爽派精英人物鄧颺也在坐。何晏說：“聞君算卦神妙，試為作一卦，知位當至三公不？最近接連夢見青蠅數十隻，飛到鼻子上，驅之不肯去，有何意故？”管輅說：“現在君侯位高權重，而懷德者少，害怕你的人多，這並不是多福啊！鼻子是天中之山，越高就越能長守富貴。今青蠅是逐臭的東西，而雲集鼻子之上，盛衰禍福，不可不慎。謙惠慈和，非禮不覆，上追文王，下思孔子，然後三公可決，青蠅可驅也！”鄧颺聽了這話，大不以為然地說：“此老生之常談！”管輅回答說：“夫老生者見不生，常談者見不談（我這個老生，將要看到你們“不生”，而常談的事情中，卻能發現別人“不談”的東西）。”這是隱語，預言了他們再不知收斂將是自尋死路。何晏聽後心裡也不大高興，但礙於身分不便表現出來，只說：“過歲更當相見（過年後再見面，是送客之意）。”管輅回到家把預言說給舅舅聽，他的舅舅嚇得不得了。管輅說：“與死人語，何所畏邪！鄧颺行步，筋不束骨，脈不制肉，起立傾倚，若無手足，這是鬼躁之相，將為風所收；何晏神情，魂不守舍，血不華色，精爽煙浮，容若槁木，這是鬼幽之相，將為火所燒。”舅舅聽了大怒，罵他胡說八道。次年（正始十年）正月，司馬懿發動高平陵之變，誅殺曹爽、何晏、鄧颺等人，夷滅三族。此時舅舅才佩服管輅的先見之明。

### 卜卦
管輅的卜卦也非常神準，管輅的父親管理利漕，利漕有郭恩三兄弟，都有兩腳殘廢不能行動的疾病，請管輅幫他們卜筮。管輅說：「卦中顯示，有一座你們本家的墳墓，墳中有女鬼，不是你們的伯母就是叔母，過去飢荒的時期，你們為了幾升米的利益將她推下井，還用石頭打破她的頭，她的魂魄痛苦，自訴於天。」郭恩三兄弟哭泣服罪。郭恩，字义博，有才学，善《周易》、《春秋》，懂天文。管辂曾就郭恩求学，后管辂造诣超过他，郭恩反随管辂问难。
信都縣令家的婦女都得了怪病，請來管輅。管輅說：“你家房子北堂的西頭，有兩個死男子的墳墓，一個男子拿著弓箭射胸部，所以心痛而不想吃飯；一個男子拿著長矛刺頭部，所以頭痛而驚恐不已。”於是把墳墓的骸骨移走，“家中皆愈”。
清河人王經辭官回家，與管輅相見。王經說：“我最近有一怪，心裡不爽，請先生作卦！”管輅說：“好卦，你晚上在堂上，有一流光飛入你的懷中，你內神不安，讓婦人解開衣服找。”王經大笑說：“實如君言，那這是什麼兆頭呢？”管輅說：“吉祥啊，這是升官的兆頭啊，馬上就要喜事臨門了！”不久，王經被任命為江夏太守。王弘直在家的時候，突然刮起三尺高的飄風，反復旋轉，良久才息。管輅就說：“東方當有馬吏至，恐父哭子，如何？”第二天，膠東的官吏快馬加鞭來彙報說，王弘直的兒子已經死掉。後來有一隻雄雞，飛到王弘直家的木柱上，王弘直心中大不安。當時正是三月，管輅說：“到五月必然升遷！”五月的時候，王弘直被升遷為渤海太守。管輅曾經和自己的弟弟管季儒一同應徵，坐馬車經過武城西邊的時候，管輅自己占了一卦，以問吉凶。他對弟弟說：“當在故城中見到三隻野貓，你我這次必然成功啊！”到了河西故城邊的時候，“正見三狸共踞城側，兄弟並喜，正始九年舉秀才。”
廣平劉奉林的妻子病危，已經買了棺木棺器，當時是正月，請管輅占卜，管輅說：「命在八月辛卯日日中之時。」劉奉林不相信，後來果然如管輅所預言。
管輅去見安平太守王基，王基請他卜卦，管輅說：「有一個地位低下的婦人，生了男孩，一下地就走到灶裡頭死掉。另外，床上有一隻大蛇銜著一枝筆，過一會兒就離開了。另外，有烏鴉飛進屋內，和燕子打架，燕子死，烏鴉飛走。有這三件怪事。」王基大為吃驚，問管輅這些事的吉凶。管輅說：「房子時間久了，就會有一些魑魅魍魎作怪。有小孩子生了就會走，走進灶中死亡，這是宋無忌做的。大蛇銜筆就像老書佐罷了，烏鴉與燕子鬥，就像老鈴下罷了。卦象中沒有凶險，沒有值得憂慮的。」後來果然沒有發生什麼災禍。
正元二年管輅的弟弟管辰問管輅：「大將軍（司馬昭）對你很好，有希望得到富貴嗎？」管輅說：「老天給了我才能，卻不給我年長壽，恐怕只能活到四十七、四十八歲左右，來不及看到兒女婚嫁。如果不是這樣，讓我做洛陽令，可以使路不拾遺，枹鼓不鳴。可惜我大概只能到太山去治鬼，不能治理活人。無可奈何。」那年的八月，管輅任少府丞，隔年二月過世，年四十八歲。
《三國志‧管輅傳》記載他「容貌粗醜，無威儀而嗜酒，飲食言戲，不擇非類，故人多愛之而不敬也」，該傳亦記錄了管輅很多準確預測未來或看穿秘密的事件，其中有他替太守王基、鍾毓、劉邠及吏部尚書何晏占卜的事件，從此可見，他在當時必定極負盛名，陳壽把他與華佗、杜夔、朱建平及周宣同樣放在卷二十九，總結其奇技可與他們並稱，譽之為「玄妙之殊巧，非常之絕技」。

## 三国演义
《三国演义》称其为“神卜管辂”，并且被曹操召去占卜于定军山之战，可预测到夏侯渊战死，鲁肃病死，许昌火灾等等之事，无不应验。事实上，定軍山之戰發生時，管輅只有8岁，甚至还把管輅的寿命增寿了，以及被其算卦的那些人给增寿了，例如：王基、郭恩、诸葛原等等的人物。

## 延伸阅读
[在维基数据编辑]
 《三國志·卷29》，出自陳壽《三國志》
 在维基共享资源阅览影像
。